# Judenplatz
Náměstí Judenplatz (česky Židovské náměstí) je náměstí ve vídeňském městském okrese Innenstadt v bezprostřední blízkosti náměstí Platz am Hof a Schulhof a také Wipplingerstraße.

## Historie

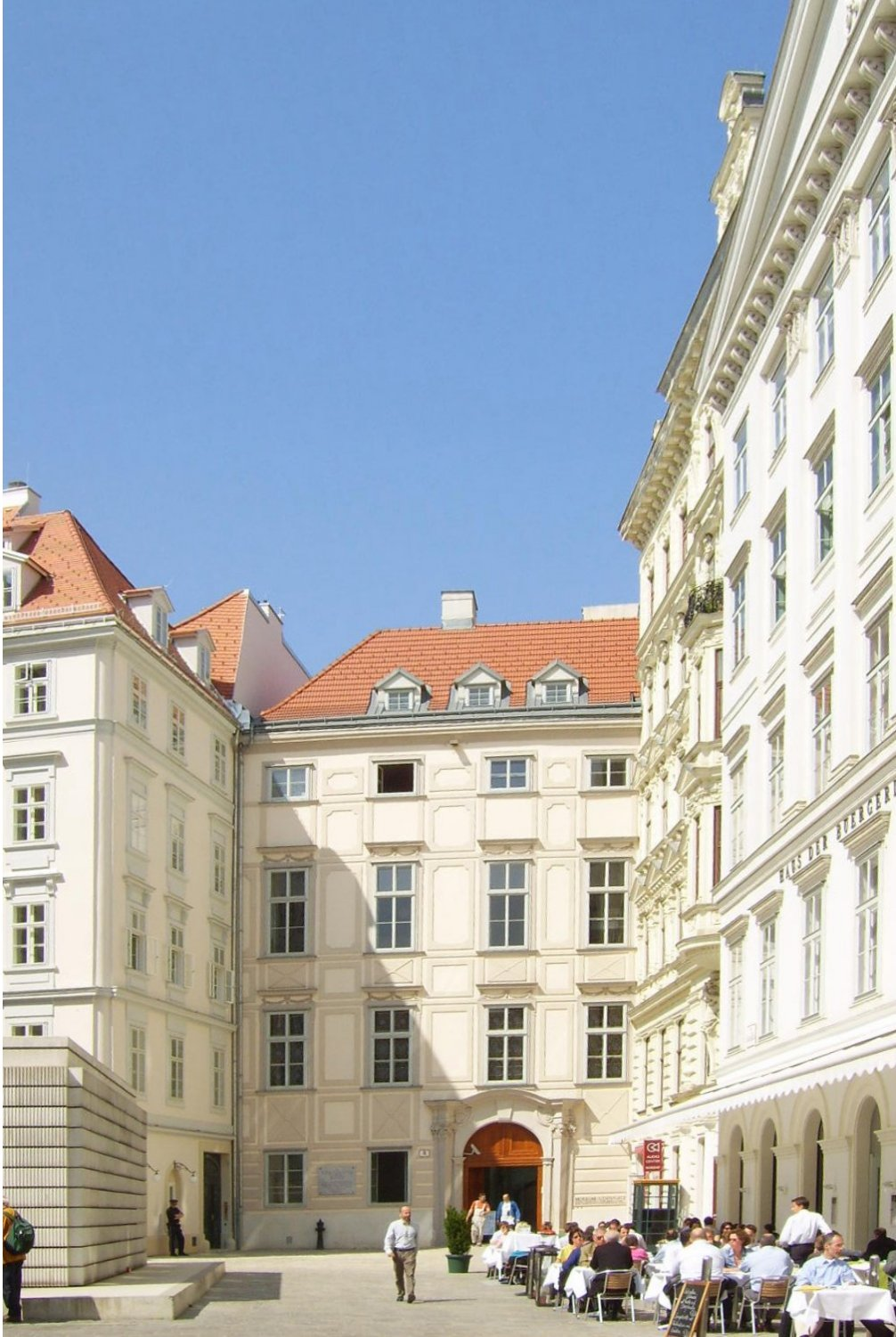
Judenplatz

Svůj název náměstí získalo podle vídeňské židovské komunity, která se zde soustředila od doby středověku. Příkladně se na tomto náměstí soustředí dlouhá a spletitá historie města a jeho středověkého židovského obyvatelstva. Uskutečněním myšlenky Simona Wiesenthala na zřízení pomníku rakouským obětem holokaustu, se Judenplatz stal vzpomínkovým místem. (Viz též: Vídeňští židé).

### Česká dvorská kancelář

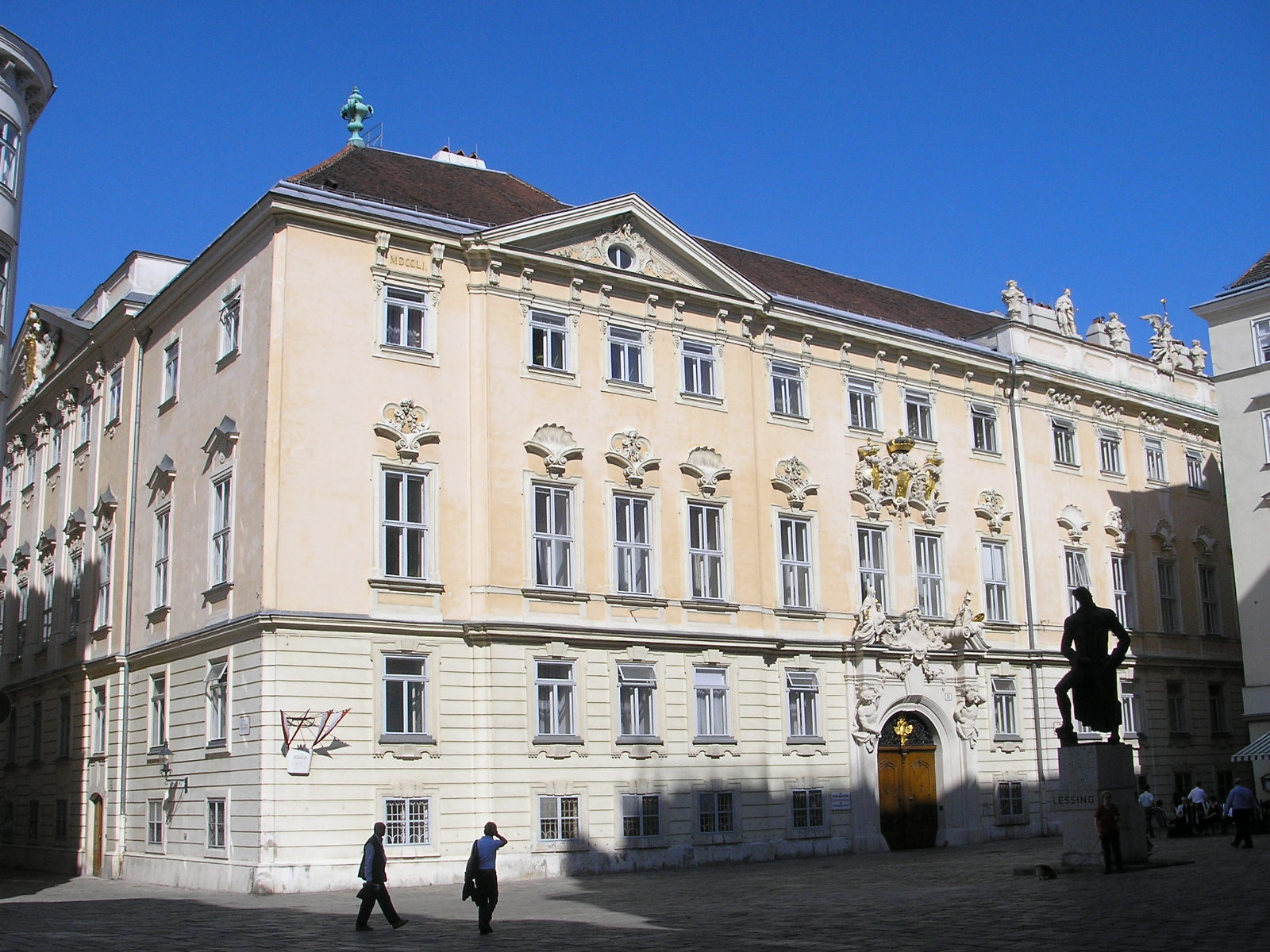
Česká dvorská kancelář ve Vídni

Na čísle 11 Judenplatzu se nachází budova dnešního rakouského Správního soudního dvora a dříve také Ústavního soudu, někdejší České dvorské kanceláře (Böhmische Hofkanzlei), jež byla postavena v letech 1709–1714 podle návrhu Johanna Fischera z Erlachu. Po roce 1749 byly vykoupeny i ostatní parcely domovních bloků a v letech 1751–1754 byl pověřen rozšířením paláce Matthias Gerl, jenž symetricky zdvojnásobil stavbu směrem na západ. Další přestavby proběhly v 19. století, kdy palác dostal svou dnešní podobu. Strana domu obrácená do Judenplatzu byla původně zadní stranou stavby, hlavní vstupní brána se zde byla zřízena teprve při přestavbě ve 20. století.
Palác byl původně úředním sídlem České dvorské kanceláře, jež bylo roku 1749 organizačně spojeno s Rakouskou dvorskou kanceláří. Roku 1848 byl změněn na Ministerstvo vnitra, jež v paláci setrvalo až do roku 1923.
V letech 1761–1782 a 1797–1840 zde sídlil také nejvyšší sídlo justice, předchůdce dnešního Nejvyššího soudu. Roku 1936 se do paláce přesunul spolkový soudní dvůr, a od té doby je sídlem veřejněprávní justice Rakouska.
Ženské postavy soch nad branami představují hlavní ctnosti (Mírnost, Moudrost, Spravedlnost a Statečnost) a mezi nimi se nacházejí znaky českých a rakouských korunních zemí. Ve středu atiky stojí socha anděla s troubou, u jehož nohou dlí putto. Po jeho stranách jsou čtyři vázy a dvě mužské figury, které zřejmě představují česká knížata Václava I. a Václava II.